# آمازون پرایم
آمازون پرایم (انگلیسی: Amazon Prime) یک سرویس اشتراک پولی است که توسط شرکت آمازون ارائه می‌شود و به کاربران امکان دسترسی به خدماتی را می‌دهد که برای مشتریان معمولی آمازون در دسترس نیست یا هزینه اضافی خواهد داشت. این خدمات شامل تحویل رایگان دو روزه اجناس، تخفیف‌های ویژه، پخش موسیقی و فیلم و مزایای دیگر است.
در آوریل ۲۰۱۸، آمازون گزارش داد که پرایم بیش از ۱۰۰ میلیون مشترک در سراسر جهان دارد. توانایی آمازون پرایم در هدایت هزینه‌های مشتری اغلب با برنامه عضویت کاستکو مقایسه می‌شود.

## تاریخچه
تاریخچه اولیه
آمازون پرایم و ون‌های الکتریکی تحویل در شمال لندن
در سال ۲۰۰۵، آمازون از آمازون پرایم به عنوان یک سرویس عضویت که ارسال رایگان دو روزه را در داخل ایالات متحده برای تمامی خریدهای واجد شرایط با هزینه سالانه ۷۹ دلار (معادل ۱۲۷ دلار در سال ۲۰۲۴) و نرخ‌های تخفیف‌دار ارسال یک روزه ارائه می‌داد، رونمایی کرد. 
 [
[آمازون (شرکت)|آمازون]] این برنامه را در سال ۲۰۰۷ در آلمان، ژاپن و بریتانیا راه‌اندازی کرد؛ سپس در سال ۲۰۰۸ در فرانسه، در سال ۲۰۱۱ در ایتالیا، در سال ۲۰۱۳ در کانادا، در ژوئیه ۲۰۱۶ در هند،  در مارس ۲۰۱۶  در مکزیک،  در ژوئن ۲۰۱۸ در استرالیا، در سپتامبر ۲۰۲۰ در ترکیه، در سپتامبر ۲۰۲۱ در سوئد، در اکتبر ۲۰۲۱ در لهستان و در ژوئیه ۲۰۲۲ در مصر راه‌اندازی کرد. آمازون پرایم همچنین در ایرلند قابل دسترسی است و یک مرکز توزیع جدید در دوبلین در سال ۲۰۲۲ افتتاح شد. تا اکتبر ۲۰۲۱، آمازون پرایم در ۲۲ کشور در آمریکای شمالی، اروپا و منطقه آسیا-پاسیفیک قابل دسترسی بود.
توسعه‌ها از ۲۰۱۲ تا ۲۰۱۶
عضویت آمازون پرایم در استرالیا، کانادا، آلمان، ایتالیا، بریتانیا، هند و ایالات متحده شامل آمازون ویدیو است که پخش فوری فیلم‌ها و برنامه‌های تلویزیونی منتخب را بدون هزینه اضافی ارائه می‌دهد. در نوامبر ۲۰۱۱ اعلام شد که اعضای پرایم به کتابخانه قرضی مالکین کیندل دسترسی دارند که به کاربران اجازه می‌دهد تا یک کتاب الکترونیکی مشخص را در هر ماه قرض بگیرند. افرادی که دارای آدرس ایمیل از دامنه‌های دانشگاهی مانند .edu یا .ac.uk هستند، معمولاً دانشجویان، واجد شرایط دریافت مزایای پرایم استودنت شامل تخفیف‌های عضویت پرایم هستند. 

در مارس ۲۰۱۴، آمازون هزینه سالانه عضویت پرایم را از ۷۹ دلار به ۹۹ دلار افزایش داد. کمی بعد از این تغییر، آمازون پرایم موزیک را معرفی کرد که امکان پخش موسیقی نامحدود و بدون تبلیغ را فراهم می‌کرد. در نوامبر ۲۰۱۴، آمازون پرایم فتو را اضافه کرد که فضای ذخیره‌سازی نامحدود برای فایل‌هایی که به عنوان عکس شناخته می‌شوند را به کاربران خود ارائه می‌داد. آمازون از مه ۲۰۱۵ ارسال رایگان همان روز را به اعضای پرایم در ۱۴ منطقه شهری ایالات متحده ارائه داد. همچنین در آوریل ۲۰۱۵، آمازون یک همکاری آزمایشی با آئودی و دی‌اچ‌ال آغاز کرد تا بسته‌ها را مستقیماً به صندوق عقب خودروهای آئودی تحویل دهد که این خدمات در منطقه مونیخ آلمان برای برخی از کاربران خودروهای متصل به آئودی قابل دسترسی بود.
در دسامبر ۲۰۱۵، آمازون اعلام کرد که "ده‌ها میلیون" نفر عضو آمازون پرایم هستند. این شرکت اعلام کرد که تنها در هفته سوم دسامبر ۲۰۱۵، سه میلیون عضو جدید جذب کرده است. آن ماه آمازون ایجاد برنامه شرکای پخش را اعلام کرد که یک سرویس اشتراکی بود که به مشترکان آمازون پرایم خدمات پخش ویدئویی اضافی ارائه می‌داد. از جمله تأمین‌کنندگان برنامه‌ریزی شده شامل شوتایم، استارز، لایف‌تایم مووی کلاب (شامل عناوین فیلم‌های اصلی اخیر از لایف‌تایم و LMN)، اسمیتسونیان ارث و کلاو کنسرت‌ها بود.
از ۲۰۱۶ تا کنون
در ژانویه ۲۰۱۶، طبق گزارشی از شرکت تحقیقاتی مصرف‌کننده، تعداد اعضای آمازون پرایم به ۵۴ میلیون رسید. چندین گزارش در ژانویه ۲۰۱۶ نشان داد که تقریباً نیمی از تمام خانوارهای ایالات متحده آن زمان اعضای آمازون پرایم بودند. در آوریل ۲۰۱۶، آمازون اعلام کرد که خدمات ارسال همان روز به مناطق شارلوت، سینسیناتی، فرزنو، لوئیزویل، میلواکی، نشویل، نیوجرسی مرکزی، رالی، ریچموند، ساکرامنتو، استاکتن و توسان گسترش خواهد یافت و پوشش کلی به ۲۷ منطقه شهری خواهد رسید.

در سپتامبر ۲۰۱۶، آمازون یک سرویس تحویل رستوران برای اعضای پرایم در لندن راه‌اندازی کرد که تحویل رایگان بر روی تمامی سفارش های بالای ۱۵ پوند ارائه می‌داد.
در سپتامبر ۲۰۱۶، زیرمجموعه آمازون یعنی تویچ ویژگی‌هایی را برای کاربران با اشتراک آمازون پرایم (تویچ پرایم) معرفی کرد که شامل پیشنهادهای ماهانه بازی‌های ویدیویی و محتوای اضافی و همچنین امکان خرید یک اشتراک رایگان برای یک کانال کاربری هر ماه بود. آمازون سپس با توسعه‌دهندگان مختلف بازی همکاری کرده و جوایز مربوط به بازی‌ها را به عنوان پاداش برای مشترکان ارائه داد.
جوایز مربوط به بازی‌ها شامل عناوینی مانند Apex Legends، Legends of Runeterra، Ultimate Team، Teamfight Tactics، Mobile Legends: Bang Bang، Doom Eternal و غیره بود. در دسامبر ۲۰۱۶، آمازون شروع به ارائه عضویت پرایم با هزینه ماهانه به عنوان جایگزینی برای هزینه سالانه کرد.
تاریخچه اولیه
آمازون پرایم و ون‌های الکتریکی تحویل در شمال لندن
در سال ۲۰۰۵، آمازون از آمازون پرایم به عنوان یک سرویس عضویت که ارسال رایگان دو روزه را در داخل ایالات متحده برای تمامی خریدهای واجد شرایط با هزینه سالانه ۷۹ دلار (معادل ۱۲۷ دلار در سال ۲۰۲۴) و نرخ‌های تخفیف‌دار ارسال یک روزه ارائه می‌داد، رونمایی کرد. آمازون این برنامه را در سال ۲۰۰۷ در آلمان، ژاپن و بریتانیا راه‌اندازی کرد؛ سپس در سال ۲۰۰۸ در فرانسه، در سال ۲۰۱۱ در ایتالیا، در سال ۲۰۱۳ در کانادا، در ژوئیه ۲۰۱۶ در هند،  در مارس ۲۰۱۶  در مکزیک،  در ژوئن ۲۰۱۸ در استرالیا، در سپتامبر ۲۰۲۰ در ترکیه، در سپتامبر ۲۰۲۱ در سوئد، در اکتبر ۲۰۲۱ در لهستان و در ژوئیه ۲۰۲۲ در مصر راه‌اندازی کرد. آمازون پرایم همچنین در ایرلند قابل دسترسی است و یک مرکز توزیع جدید در دوبلین در سال ۲۰۲۲ افتتاح شد. تا اکتبر ۲۰۲۱، آمازون پرایم در ۲۲ کشور در آمریکای شمالی، اروپا و منطقه آسیا-پاسیفیک قابل دسترسی بود.
توسعه‌ها از ۲۰۱۲ تا ۲۰۱۶
عضویت آمازون پرایم در استرالیا، کانادا، آلمان، ایتالیا، بریتانیا، هند و ایالات متحده شامل آمازون ویدیو است که پخش فوری فیلم‌ها و برنامه‌های تلویزیونی منتخب را بدون هزینه اضافی ارائه می‌دهد. در نوامبر ۲۰۱۱ اعلام شد که اعضای پرایم به کتابخانه قرضی مالکین کیندل دسترسی دارند که به کاربران اجازه می‌دهد تا یک کتاب الکترونیکی مشخص را در هر ماه قرض بگیرند. افرادی که دارای آدرس ایمیل از دامنه‌های دانشگاهی مانند .edu یا .ac.uk هستند، معمولاً دانشجویان، واجد شرایط دریافت مزایای پرایم استودنت شامل تخفیف‌های عضویت پرایم هستند.
در مارس ۲۰۱۴، آمازون هزینه سالانه عضویت پرایم را از ۷۹ دلار به ۹۹ دلار افزایش داد. کمی بعد از این تغییر، آمازون پرایم موزیک را معرفی کرد که امکان پخش موسیقی نامحدود و بدون تبلیغ را فراهم می‌کرد. در نوامبر ۲۰۱۴، آمازون پرایم فتو را اضافه کرد که فضای ذخیره‌سازی نامحدود برای فایل‌هایی که به عنوان عکس شناخته می‌شوند را به کاربران خود ارائه می‌داد. آمازون از مه ۲۰۱۵ ارسال رایگان همان روز را به اعضای پرایم در ۱۴ منطقه شهری ایالات متحده ارائه داد. همچنین در آوریل ۲۰۱۵، آمازون یک همکاری آزمایشی با آئودی و دی‌اچ‌ال آغاز کرد تا بسته‌ها را مستقیماً به صندوق عقب خودروهای آئودی تحویل دهد که این خدمات در منطقه مونیخ آلمان برای برخی از کاربران خودروهای متصل به آئودی قابل دسترسی بود.
در دسامبر ۲۰۱۵، آمازون اعلام کرد که "ده‌ها میلیون" نفر عضو آمازون پرایم هستند. این شرکت اعلام کرد که تنها در هفته سوم دسامبر ۲۰۱۵، سه میلیون عضو جدید جذب کرده است. آن ماه آمازون ایجاد برنامه شرکای پخش را اعلام کرد که یک سرویس اشتراکی بود که به مشترکان آمازون پرایم خدمات پخش ویدئویی اضافی ارائه می‌داد. از جمله تأمین‌کنندگان برنامه‌ریزی شده شامل شوتایم، استارز، لایف‌تایم مووی کلاب (شامل عناوین فیلم‌های اصلی اخیر از لایف‌تایم و LMN)، اسمیتسونیان ارث و کلاو کنسرت‌ها بود.
از ۲۰۱۶ تا کنون
در ژانویه ۲۰۱۶، طبق گزارشی از شرکت تحقیقاتی مصرف‌کننده، تعداد اعضای آمازون پرایم به ۵۴ میلیون رسید. چندین گزارش در ژانویه ۲۰۱۶ نشان داد که تقریباً نیمی از تمام خانوارهای ایالات متحده آن زمان اعضای آمازون پرایم بودند. در آوریل ۲۰۱۶، آمازون اعلام کرد که خدمات ارسال همان روز به مناطق شارلوت، سینسیناتی، فرزنو، لوئیزویل، میلواکی، نشویل، نیوجرسی مرکزی، رالی، ریچموند، ساکرامنتو، استاکتن و توسان گسترش خواهد یافت و پوشش کلی به ۲۷ منطقه شهری خواهد رسید.
در سپتامبر ۲۰۱۶، آمازون یک سرویس تحویل رستوران برای اعضای پرایم در لندن راه‌اندازی کرد که تحویل رایگان بر روی تمامی سفارش های بالای ۱۵ پوند ارائه می‌داد.
در سپتامبر ۲۰۱۶، زیرمجموعه آمازون یعنی تویچ ویژگی‌هایی را برای کاربران با اشتراک آمازون پرایم (تویچ پرایم) معرفی کرد که شامل پیشنهادهای ماهانه بازی‌های ویدیویی و محتوای اضافی و همچنین امکان خرید یک اشتراک رایگان برای یک کانال کاربری هر ماه بود. آمازون سپس با توسعه‌دهندگان مختلف بازی همکاری کرده و جوایز مربوط به بازی‌ها را به عنوان پاداش برای مشترکان ارائه داد.
جوایز مربوط به بازی‌ها شامل عناوینی مانند Apex Legends، Legends of Runeterra، Ultimate Team، Teamfight Tactics، Mobile Legends: Bang Bang، Doom Eternal و غیره بود. در دسامبر ۲۰۱۶، آمازون شروع به ارائه عضویت پرایم با هزینه ماهانه به عنوان جایگزینی برای هزینه سالانه کرد.
1. ↑  Weissmann, Jordan، Amazon Is Jacking Up the Cost of Prime, and It's Still Cheap.
2. ↑  "Amazon Prime". amazon.com
3. ↑  Dua, Kunal، Amazon Prime Launched in India, Amazon Video 'Is Coming.
4. ↑  Perez, Sarah، Amazon Prime launches in Mexico.